# Hod
Hod, Glória (Em hebraico, הוד : Hé, Vau, Daleth) é a oitava sephirah da árvore da vida cabalística. Ela está organizada na base do pilar da severidade, que é o pilar esquerdo da árvore. Sua imagem mágica é uma hermafrodita, ou, mais popularmente, um anjo segurando uma balança. Na Árvore, ela é oposta a sephirah netzach, pois suas características são a intelectualidade e a mentalidade formadas em bases concretas, enquanto Netzach é a esfera dos sentimentos. Logo, um físico, um matemático atuam nessa esfera em suas operações de trabalho, pois precisam eles estarem com a mente em uma base concreta para lidarem com números, por exemplo. Seu texto yetzirático é: "O oitavo Caminho chama-se Inteligência Absoluta ou Perfeita, pois é o instrumento do Primordial, e não possui raízes com as quais possa penetrar e implantar-se, salvo nos lugares ocultos de Gedulah (Chesed), da qual emana sua essência característica". No microcosmo, ou seja, na esfera do homem, Hod representa a intelectualidade. Quando o iniciado passa da esfera de Yesod para a esfera de Hod, ele passa a ser reconhecido dentro de ordens de magia como practicus, ou 3º=8º. A esfera de Hod é governada pelo Arcanjo Miguel, ele é o anjo representado na imagem mágica dessa esfera, pisoteando uma serpente e segurando uma balança; seu coro angélico é dos Beni Olohim, filhos de Deus. Sua experiência espiritual é a visão do esplendor. Sua virtude é a veracidade, e seu vício poderá ser a falsidade e a desonestidade. Essa sephirah, corresponde, na astrologia, ao planeta Mercúrio.